# Emese Kovács
Emese Kovács (Baja (Bács-Kiskun), 1 maart 1991) is een Hongaarse zwemster. Ze
vertegenwoordigde haar vaderland op de Olympische Zomerspelen 2008 in Peking, China.

## Zwemcarrière
Bij haar internationale debuut, op de Europese kampioenschappen zwemmen 2006 in Boedapest, Hongarije, strandde Kovács in de series van de 50 en de 100 meter vlinderslag. Op de Europese kampioenschappen kortebaanzwemmen 2007 in Debrecen, Hongarije veroverde de Hongaarse de zilveren medaille op de 200 meter vlinderslag en eindigde ze als zesde op de 100 meter vlinderslag, op de 200 meter schoolslag werd ze uitgeschakeld in de series. In Eindhoven, Nederland nam Kovács deel aan de Europese kampioenschappen zwemmen 2008, op dit toernooi sleepte ze de zilveren medaille in de wacht op de 200 meter vlinderslag en strandde ze in de halve finales van de 100 meter vlinderslag. Samen met Nikolett Szepesi, Katalin Bor en Evelyn Verrasztó eindigde ze als zevende op de 4x100 meter wisselslag. Tijdens de Olympische Zomerspelen van 2008 werd de Hongaarse uitgeschakeld in de series van de 200 meter vlinderslag.

## Internationale toernooien
| Jaar | Olympische Spelen     | WK langebaan  | WK kortebaan  | EK langebaan                                                      | EK kortebaan                                                    |
| ---- | --------------------- | ------------- | ------------- | ----------------------------------------------------------------- | --------------------------------------------------------------- |
| 2006 |                       |               | geen deelname | 34e 100 m vlinderslag 39e 50 m vlinderslag                        | geen deelname                                                   |
| 2007 |                       | geen deelname |               |                                                                   | 200 m vlinderslag · 6e 100 m vlinderslag · 12e 200 m schoolslag |
| 2008 | 27e 200 m vlinderslag |               | geen deelname | 200 m vlinderslag · 12e 100 m vlinderslag · 7e 4x100 m wisselslag | geen deelname                                                   |
| 2009 |                       | geen deelname |               |                                                                   |                                                                 |

## Referentie
1. ↑  (en)  Profiel van Emese Kovács op sports-reference.com (gearchiveerd)